# جنغل
جنغل هو برنامج مسابقات ترفيهي من إنتاج قناة طيور الجنة، البرنامج من تقديم خالد مقداد ومشاركة عدد من المتسابقين منهم من نجوم القناة وأخرون.تم بث أول حلقة في عام 2014، على قناة طيور الجنة، وتدور أحدث البرنامج في مكان مفتوح وتكون برامج المسابقات بين تنافس فرقين.

## المشاركون
هم
| رقم | اسم المشارك         | بلده          | حالته                 | لون الفريق |
| --- | ------------------- | ------------- | --------------------- | ---------- |
| 1   | خالد مقداد          | فلسطين الأردن | قائد الجنغل           |            |
| 2   | براء العويد         | سوريا         | قائد فريق الخناشير    |            |
| 3   | إبراهيم السيلاوي    | فلسطين الأردن | عضو في فريق الخناشير  |            |
| 4   | مراد شريف           | فلسطين الأردن | عضو في فريق الخناشير  |            |
| 5   | المعتصم بالله مقداد | فلسطين الأردن | قائد فريق العصافير    |            |
| 6   | الوليد مقداد        | فلسطين الأردن | عضو في فريق العصافير  |            |
| 7   | شهاب الشعراني       | اليمن         | عضو في فريق العصافير  |            |
| 8   | أمينة كرم           | المغرب        | قائدة فريق الأمامير   |            |
| 9   | ليان سميح           | الأردن        | عضوة في فريق الأمامير |            |
| 10  | جنى مقداد           | فلسطين الأردن | عضوة في فريق الأمامير |            |

## روابط خارجية
- الموقع الرسمي لقناة طيور الجنة